# Bryobia triloba
Bryobia triloba är en spindeldjursart som beskrevs av Meyer 1974. Bryobia triloba ingår i släktet Bryobia och familjen Tetranychidae. Inga underarter finns listade.